# Sayanim
Sayanim (Hebreeuws: סייענים, helpers) zijn (volgens Victor Ostrovsky, een voormalig geheim agent van de Mossad) Joden die buiten Israël woonachtig zijn en op vrijwillige basis ondersteuning verlenen aan de Mossad.
De ondersteuning – in de ruimste zin van het woord – omvat onder andere medische zorg, geldmiddelen, logistiek en het verzamelen van inlichtingen met dien verstande dat sayanim enkel hun onkosten vergoed krijgen.
Hoewel er geen officiële cijfers bekend zijn wordt het aantal sayanim geschat op enkele duizenden.
De aanwezigheid van dit grote aantal vrijwilligers is een van de redenen waarom de Mossad werkt met minder katsa's (case officer) dan andere inlichtingendiensten.
Ostrovsky's beweringen zijn overigens niet bevestigd door andere bronnen.